# 轩辕十五
轩辕十五（ο Leo/獅子座ο），英文名Subra，是一个在狮子座的双星，在轩辕十四的西边，距离地球135光年，它标志着狮子的前脚之一。
主星是一个F9III巨星，伴星獅子座οB是A5V主序星。它们的合并视星等为3.52。